# Estadio Al Merreikh

El estadio Al Merreikh, también conocido como el castillo rojo, es un estadio de usos múltiples ubicado en la ciudad de Omdurmán, Sudán. Se terminó de construir en 1962. El estadio se utiliza principalmente para partidos de fútbol y es considerado el estadio del equipo Al Merreikh y el de la selección de fútbol de Sudán. En la actualidad, el estadio tiene una capacidad de 42.000 asientos.

## Historia
El estadio se inauguró oficialmente el 30 de noviembre de 1964. Se había abierto por primera vez en 1962, mientras aún está en construcción para albergar una reunión entre Al-Hilal Omdurmán y Mawrid Al. Se cerró sus puertas después de las festividades y se inauguró oficialmente dos años más tarde, el 30 de noviembre de 1964 con un partido entre el Al Merreikh y FC Dinamo Moscú. En 2003, la Junta del Al Merreikh, presidido por Jamal Alwali, llevó a cabo la renovación del estadio para construir una nueva galería, e incluir nuevos asientos. El costo de las nuevas reformas se estima en 2 millones de dólares.

## Copa Mundial de Fútbol de 2010
El estadio fue el lugar neutro de la clasificación para el Mundial entre la Selección de fútbol de Argelia y la Selección de fútbol de Egipto el 18 de noviembre de 2009, que Argelia ganó 1-0 para calificar para la Copa Mundial de la FIFA Sudáfrica 2010.